# Falkhallen
Falkhallen er en begivenhedshal i Falkenberg, Sverige. Det erstattede Visningshallen, som tidligere var på stedet. 
56°54′27″N 12°29′32″Ø / 56.9075°N 12.4922°Ø